# Cosmopteriginae

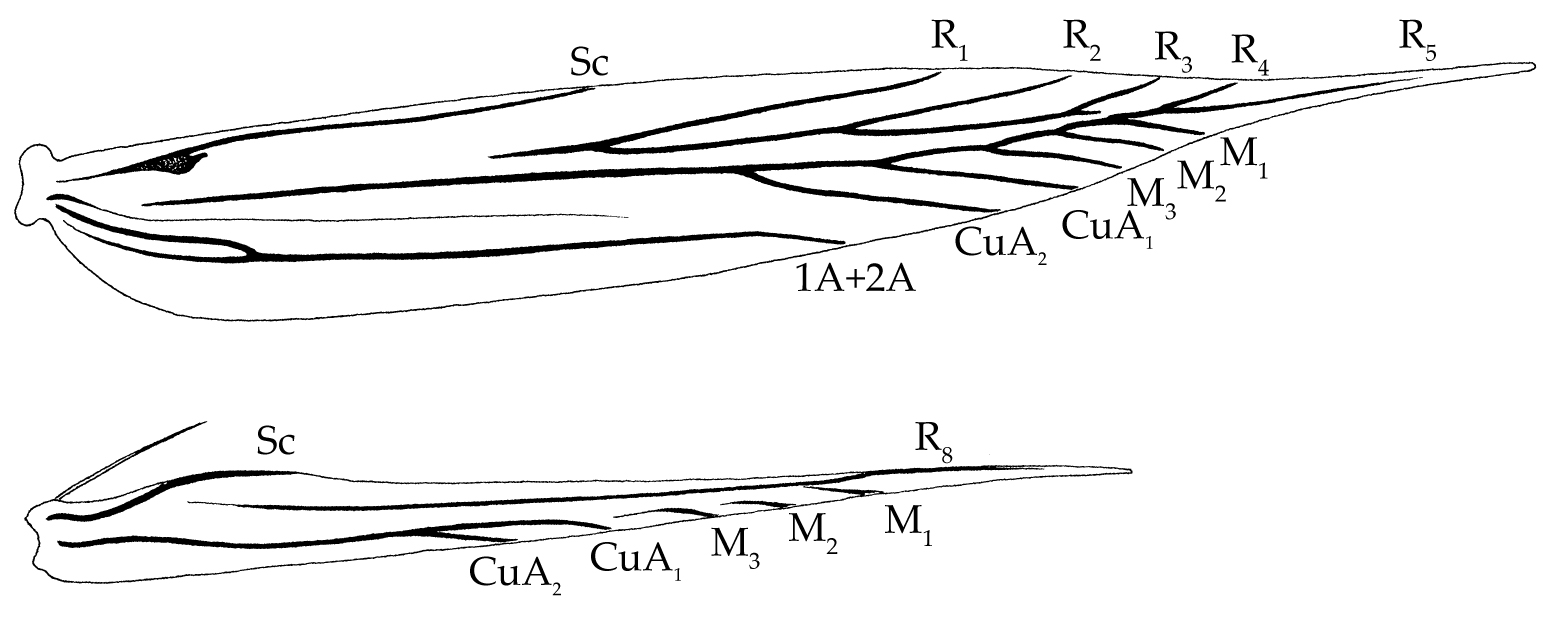
Flügeladerung von Cosmopterix

Die Cosmopteriginae sind eine Unterfamilie der Prachtfalter (Cosmopterigidae). Sie umfasst weltweit etwa 1350 Arten in 80 Gattungen.

## Merkmale
Die Unterfamilie wird durch drei konvergente und ein polymorphes Merkmal definiert. Zu ersteren zählen: das schwach sklerotisierte oder mesial offene Vinculum, die asymmetrischen Genitalien der Männchen und das Vorhandensein von Kammzähnchen an den Fühlern. Das polymorphe Merkmal sind die Adern Rs und M1 auf den Hinterflügeln, die entweder gestielt, oder getrennt ausgebildet sind.
Das erste Hinterleibssegment der Raupen trägt zwei oder drei subventrale Borsten, das dritte bis sechste Hinterleibssegment hat in der Regel drei, nur selten vier bis 10 subventrale Borsten, das neunte Hinterleibssegment hat eine subdorsale Borste die entweder borstig oder haarförmig ausgebildet ist. Am ersten bis achten Hinterleibssegment ist zudem sind Borsten L1/L2 fast horizontal bis fast vertikal ausgerichtet. Die Klauen der Bauchbeine sind uni- oder biordinal-kreisförmig angeordnet, wobei der Kreis manchmal seitlich offen sein kann. Die Puppe ist extrem gedrungen bis sehr schlank. Am dritten Thoraxsegment sind die Beine normalerweise distal nicht freiliegend.

## Lebensweise und Systematik
Die Raupen sind Minierer, leben in zusammen gesponnenen Blättern oder Pflanzengallen, bohren in Stämmen und Wurzeln, ernähren sich von Samen oder als Aasfresser oder leben aquatisch an zumindest 26 verschiedenen Pflanzenfamilien, wie beispielsweise an Asteraceaen, Cyperaceaen, Fabaceaen, Pandanaceaen, Poaceaen, Rosaceaen, Typhaceaen oder Zamiaceae. Zu den bedeutendsten Gattungen gehören:
- Anoncia
- Asymphorodes
- Cosmopterix
- Hyposmocoma
- Labdia
- Leptozestis
- Limnaecia
- Macrobathra
- Persicoptila
- Pyroderces
- Stagmatophora
- Trachydora
- Triclonella
- Trissodoris

## Belege